# Metropolitano de Xian
O Metro de Xian é um sistema de metropolitano que serve a cidade chinesa de Xian.